# Truls Arwidsson
Truls Arwidsson (Arnwidsson, Troilius Arvidi) född i november 1660 i Västervik, död 7 juni 1712 i Stockholm, var en svensk kopparstickare.
Arwidsson var först student vid Uppsala universitet och gjorde sig känd som en skicklig student i både europeiska och orientaliska språk. Efter en studieresa till Holland blev han anställd som gravör vid antikvitetsarkivet i Stockholm och har utfört illustrationer för ett antal arkeologiska verk. Bland hans porträtt märks främst ett av Johannes Messenius. Arwidsson finns representerad vid bland annat Uppsala universitetsbibliotek och Nationalmuseum i Stockholm.